# Detroit Pistons 2009-2010
La stagione 2009-10 dei Detroit Pistons fu la 61ª nella NBA per la franchigia.
I Detroit Pistons arrivarono quinti nella Central Division della Eastern Conference con un record di 27-55, non qualificandosi per i play-off.

## Roster
| N° | Naz.                   | Ruolo | Sportivo           | Anno | Alt. | Peso |
| -- | ---------------------- | ----- | ------------------ | ---- | ---- | ---- |
| 3  | Stati Uniti (bandiera) | G     | Rodney Stuckey     | 1986 | 196  | 93   |
| 5  | Stati Uniti (bandiera) | A     | Austin Daye        | 1988 | 211  | 91   |
| 6  | Stati Uniti (bandiera) | AC    | Ben Wallace        | 1974 | 206  | 109  |
| 7  | Regno Unito (bandiera) | G     | Ben Gordon         | 1979 | 191  | 91   |
| 9  | Stati Uniti (bandiera) | A     | Chris Wilcox       | 1982 | 208  | 100  |
| 12 | Stati Uniti (bandiera) | G     | Will Bynum         | 1983 | 183  | 84   |
| 17 | Stati Uniti (bandiera) | G     | Chucky Atkins      | 1974 | 180  | 73   |
| 22 | Stati Uniti (bandiera) | A     | Tayshaun Prince    | 1980 | 206  | 98   |
| 31 | Stati Uniti (bandiera) | A     | Charlie Villanueva | 1984 | 211  | 109  |
| 32 | Stati Uniti (bandiera) | GA    | Richard Hamilton   | 1978 | 198  | 84   |
| 33 | Svezia (bandiera)      | A     | Jonas Jerebko      | 1987 | 208  | 105  |
| 35 | Stati Uniti (bandiera) | A     | DaJuan Summers     | 1988 | 203  | 109  |
| 38 | Stati Uniti (bandiera) | A     | Kwame Brown        | 1982 | 211  | 122  |
| 54 | Stati Uniti (bandiera) | A     | Jason Maxiell      | 1983 | 201  | 118  |

## Staff tecnico
- Allenatore: John Kuester
- Vice-allenatori: Darrell Walker, Pat Sullivan, Brian Hill
- Vice-allenatore/scout: Bill Pope
- Preparatore fisico: Arnie Kander
- Preparatore atletico: Mike Abdenour